# Arvidus Olai Scheningensis
Arvidus Olai Scheningensis (även Gothus), född 1609 i Skänninge, död 3 januari 1663 i Drothems socken, Östergötlands län, var en svensk präst i Drothems församling och författare.

## Biografi
Arvidus Olai Scheningensis föddes 1609 i Skänninge. Han var son till en borgare i staden. Han blev student vid Uppsala universitet i oktober 1631, kollega vid Linköpings trivialskola 1634, prästvigdes 14 december 1639 och blev 1648 kyrkoherde i Gryts socken. Han blev kyrkoherde i Drothem 1652.  Scheningensis avled 3 januari 1663 i Drothems socken.
Arvidus Olai bidrog till spridandet av teologisk litteratur, och utgav även predikningar och en latinsk grammatik, som länge kom att användas vid Linköpings gymnasium. Han översatte med förkärlek predikningar av Johann Gerhard.

### Familj
Scheningensis gifte sig 6 januari 1657 med Kerstin Tyste. Hon var dotter till kyrkoherden Johannes Laurentii Tyste i Östra Hargs socken. De fick tillsammans sönerna Daniel Drothenberg och Jonas Drothenius.

### Översättningar
- Joh. v. Beust, Ars bene moriendi, Om konsten att väl och sligen dö, Stockholm 1632.[5]
- Joh. Mathesius Oeconomia Christiana, Christeliga Oeconomie, Stockholm 1632.[5]
- Francisci Petrarchæ Speculum morale, försvenskad och i rim avsatt, Linköping 1641.[5]
- Een skiön pingesdagz lilia, Linköping 1642. Översättningen av Johann Gerhards verk.[5]
- Wårs Herres och Frelsares Jesu Christi passio eller pijnos historia, såsom hon aff the fijra ewangelisterne cenhelleliga beskrifwin är. Aff ... D. Martini Chemnitii, predikningar sammandragen, medh någhra föregångande historier tillökad och i punctewijs på tydsko författad aff wyrdigh S. herr Melchior Nykyrk, Linköping 1644.[5]
- Fijra bröllops predikningar: the förre twenne om Christi och hans församlingz andelige echtenskap, the andre twenne om mans och qwinnos timmelige echtenskap, Linköping 1646. Översättningen av Johann Gerhards verk.[5]
- Twenne härlige predikningar om Christi och hans församlingz andelige echtenskap, Linköping 1646. Översättningen av Johann Gerhards verk.[5]
- 24 likpredikningar, Linköping 1647.[5]